# Chandausi
Chandausi (hindi चन्दौसी) – miasto w północnych Indiach w stanie Uttar Pradesh, na Nizinie Hindustańskiej.
Populacja miasta w 2001 roku wynosiła 103 757 mieszkańców.